# Václav Z. J. Pinkava
Václav Zdeněk Jaroslav Pinkava (* 29. listopadu 1958, Praha) je nejstarší syn Václava Pinkavy (píšícího pod jménem Jan Křesadlo). Je bratrem animátora Jana Pinkavy. Věnuje se publicistice, překládání a tlumočení. Působí i jako příležitostný komentátor, malíř, hudebník, básník, i překladatel veršů, kupř. Lovení Snárka od Lewise Carrolla (ilustroval Adolf Born) a Shakespearovy Sonety. Podle bakalářské diplomové práce Pavly Částkové z roku 2004 ilustroval pod pseudonymem „Václav Pazourek“ Křesadlovu knihu Fuga trium.
Podílel se na nápravě špatně navrhovaného anglického názvu Letiště Václava Havla i odstranění anglicky špatně znějícího nápisu na soše svatého Václava v Praze.
Má občanství britské i české, je absolventem Oxfordské university (1977–1982). Období let 1969–1991 strávil v Británii; od začátku devadesátých let žije s rodinou v obci Bohdalec na Vysočině, kde byl i zastupitelem.